# Corrente estelar de Virgem

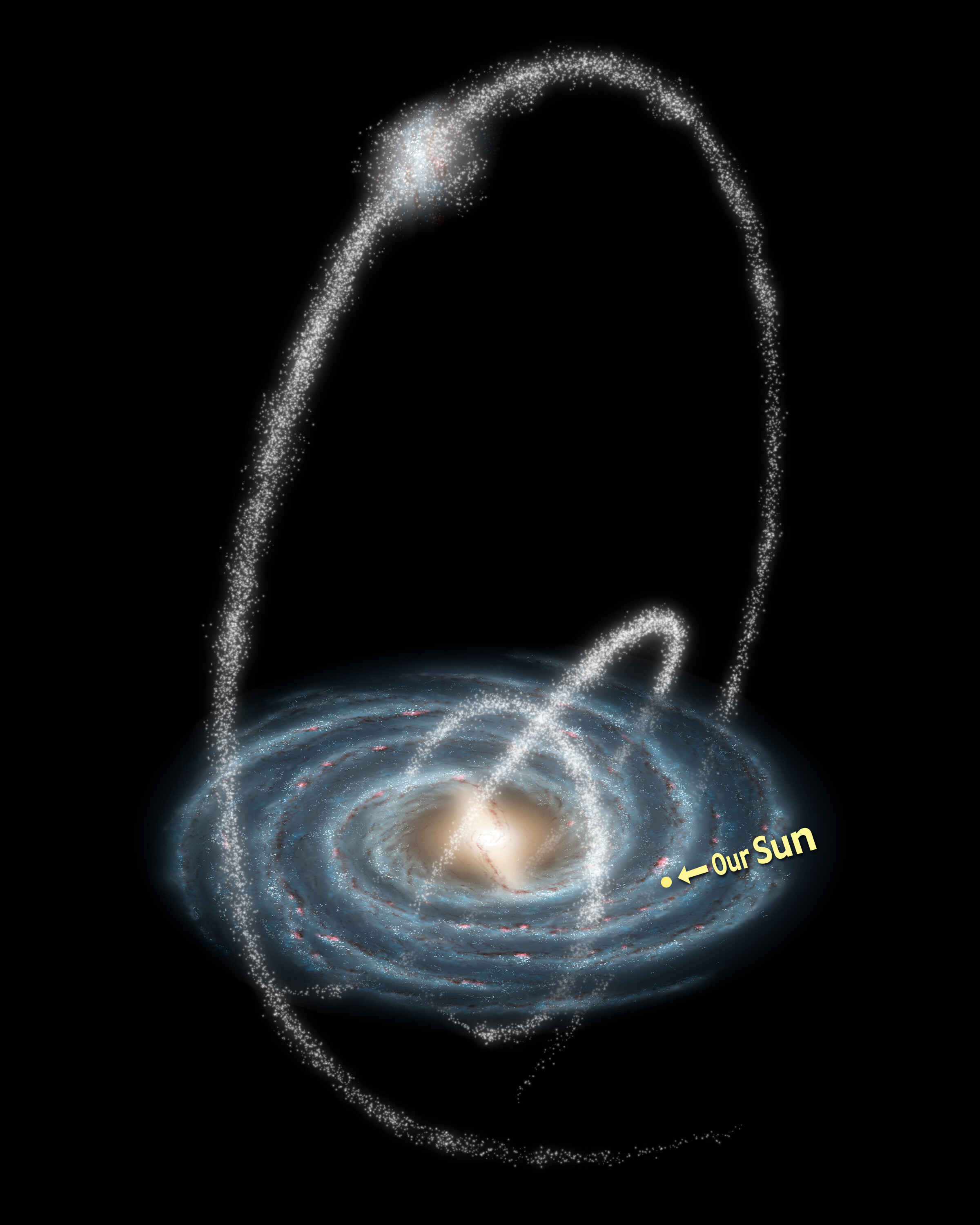
A Corrente Estelar de Virgem e a Via Láctea.

Em astronomia, a corrente estelar de Virgem, é o nome proposto para uma corrente estelar situada na constelação de Virgem que foi descoberto em 2005. Porém, a primeira sugestão de uma nova galáxia em Virgem foi feita em 2001, como parte dos dados obtidos a partir do projeto QUEST. Acredita-se que essa estrutura seja os restos de uma galáxia anã esferoidal que está em processo de fusão com a Via Láctea. É a maior galáxia visível a partir da Terra, em termos da área coberta do céu noturno